# Архимандрит Ромило (Јелић)
Ромило (световно Радојко Јелић; Миоче код Рудог, 23. фебруар 1973 — Београд, 19. септембар 2021) био је истакнути архимандрит Српске православне цркве, игуман Манастира Дубоки Поток.

## Биографија
Архимандрит Ромило (Јелић) је рођен у породици Јелић, одакле је, после страдања српског народа и неких чланова његове породице у последњем рату, уточиште пронашао у Манастиру Црна река. Након искушеничког живота у Црној реци био је замонашен у Манастиру Зочишту.
Као млад монах је са осталом братијом и игуманом манастира Зочиште, оцем Јованом Јеленковим, био киднапован од стране шиптарских екстремиста, јула 1998. године. После ослобађања из логора, интервенцијом Међународног црвеног крста, монах Ромило се по благослову владике враћа у Манастир Зочиште и бива постављен за игумана, на празник Светог Адријана и Наталије (8. септембара) те 1998. године. По Божјем промислу остаје неповређен и када за време бомбардовања наше земље, на њега и још једног зочишког калуђера пуцају из снајпера са оближњег брда.
Оцу Ромилу је припала и тешка дужност да по окончању бомбардовања, када се народ из Зочишта опет покренуо у збег, изнесе мошти Светих Врача из манастира у нади да ће се убрзо вратити у свој манастир. Међутим како то није било могуће, добио је благослов да мошти пренесе у Манастир Сопоћане, где су остале до 2007. године.
Терористи су септембра 1999. године минирали Манастир Зочиште, па тадашњи владика Артемије, на празник Св Василија Острошког (12. маја) 2000. године даје нови благослов оцу Ромилу, поставља га за игумана Манастира Дубоки Поток код Придворице. И тамо је затекао мошти Св. Врача, али како је говорио „ по благоуханију“ се препознаје да је то други пар Св. Врача, различит од оних у Зочишту. И ако су у манастир у Зочишту враћене мошти по обнови цркве 2007. године, отац Ромило се не враћа у њега да живи, али долази кад год  може, служи литургије, бдења о славама, чита молитве потребитима. Последњи пут је служио бденије са Петохљебницом у навечерје Св. Врача овога лета 2021. године.
У Дубоком Потоку је био све до свога упокојења, пуне две деценије. Обнављао је манастир, градио конаке, трпезарију, осликао цркву, окупљао младе људе и био један од најцењених духовника на северу покрајине. Оличење доброте, мудрости, благоће и строгости истовремено.
Упокојио се у Господу 19. септембара 2021. године на одељењу болнице Драгиша Мишовић у Београду.